# Ramat Rachel
Ramat Rachel (hebrejsky רָמַת רָחֵל, doslova „Rachelina výšina“) je izraelská vesnice typu kibuc, nacházející se v jižní části Jeruzaléma jako enkláva v rámci jeruzalémských městských hranic. Z kibucu je možné spatřit Betlém, Ráchelin hrob a nachází se uvnitř hranic z roku 1949, tzv. zelené linie. Spadá pod správní obvod oblastní rady Mate Jehuda.

## Historie

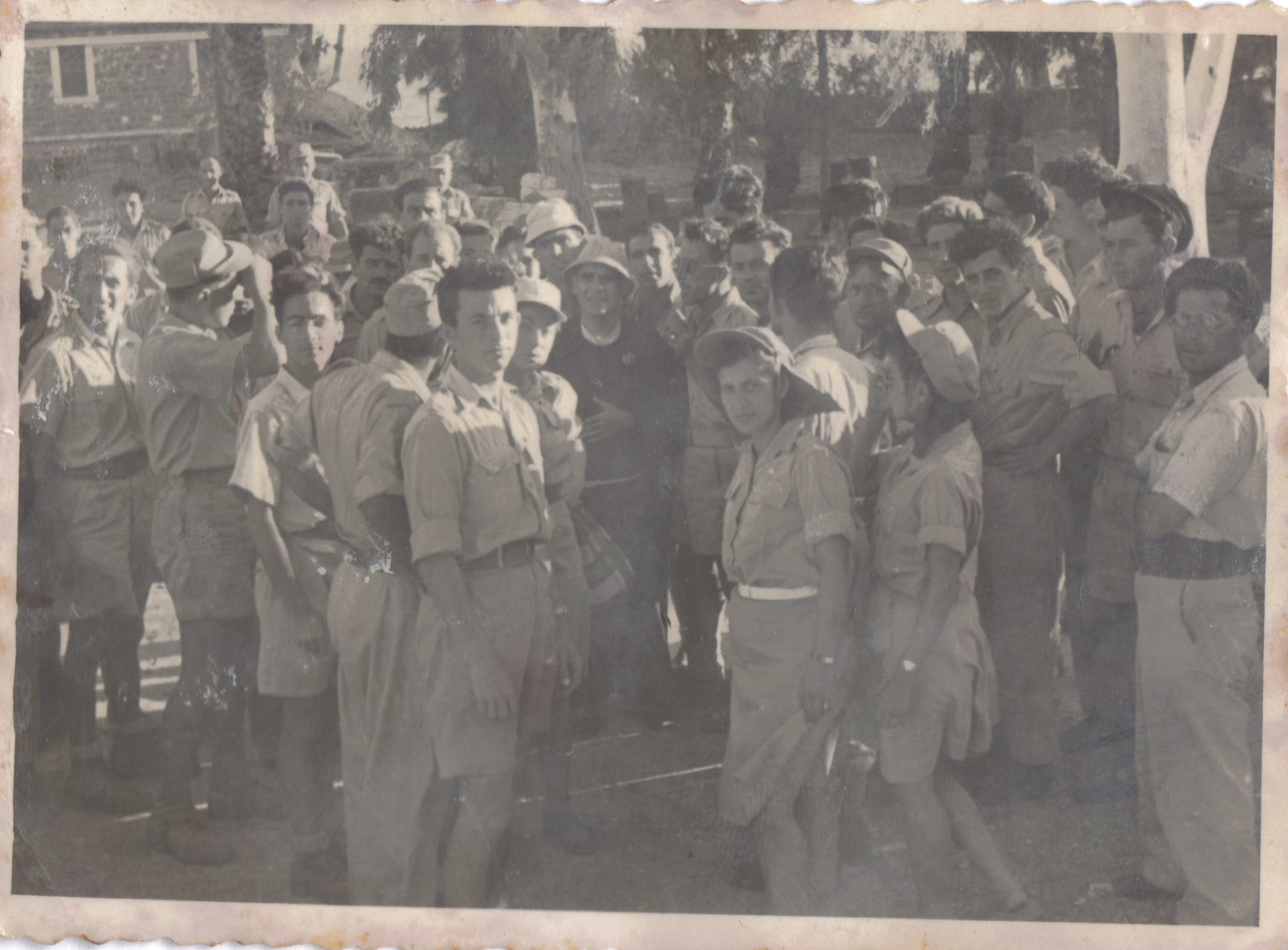
Vojáci brigády Golani v kibucu Ramat Rachel po skončení izraelské války za nezávislost

Kibuc byl založen v roce 1926 členy dělnicko-sionistické skupiny Gdud ha-Avoda. Jejich cílem bylo usadit se v Jeruzalémě a vydělávat si na živobytí manuální prací, jako například prací v kamenictví, výstavbou bytů či prací v dopravě. Poté, co žili v provizorním táboře v Jeruzalémě, se skupina deseti průkopníků usadila na kamenité parcele na 803 metrů vysokém kopci jižně od města. Kibuc však byl zničen během arabských nepokojů v roce 1929. Stovky Arabů tehdy tuto zemědělskou školu napadli a vypálili. Osadníci se však o rok později na stejné místo vrátili.
Koncem 40. let měl kibuc rozlohu katastrálního území pouhých 90 dunamů (9 hektarů). Během války za izraelskou nezávislost byl kibuc dočasně odříznut od města. 23. května 1948 k vesnici dorazila egyptská armáda a do 26. května se opakovaně pokoušela o jeho dobytí, čímž by se jí otevřel přístup k centrálním částem západního Jeruzaléma obývaného převážně Židy. Kibucem několikrát během těchto dnů prošla fronta, ale nakonec byl egyptský útok odražen.
V následujících letech měl Ramat Rachel charakter hraniční osady. 23. září 1956 zde došlo k tragickému incidentu. Jordánský voják zahájil palbu na kibuc, ve kterém právě probíhala archeologická konference. Čtyři lidé byli zabiti. Jordánské úřady pak oznámily, že voják byl duševně nevyrovnaný. V roce 1967 byla obec cílem intenzivního dělostřeleckého ostřelování z jordánských pozic.
S postupným rozšiřováním Jeruzaléma směrem na jih kibuc Ramat Rachel územně splynul se souvisle zastavěným územím města stal se administrativní enklávou obklopenou urbanizovanou krajinou.

## Ekonomika
Ekonomika kibucu se točí kolem jeho hotelu a banketního sálu, jejž kibuc vlastní. Kibuc rovněž provozuje veřejné koupaliště a nabízí lázeňské procedury. V kibucu se taktéž nachází archeologický park, a to na vrchu kopce, kde je možné nalézt pozůstatky masivního paláce a vodních děl, o kterých se předpokládá, že se datují až do počátku Izraelského království.

## Archeologické nálezy

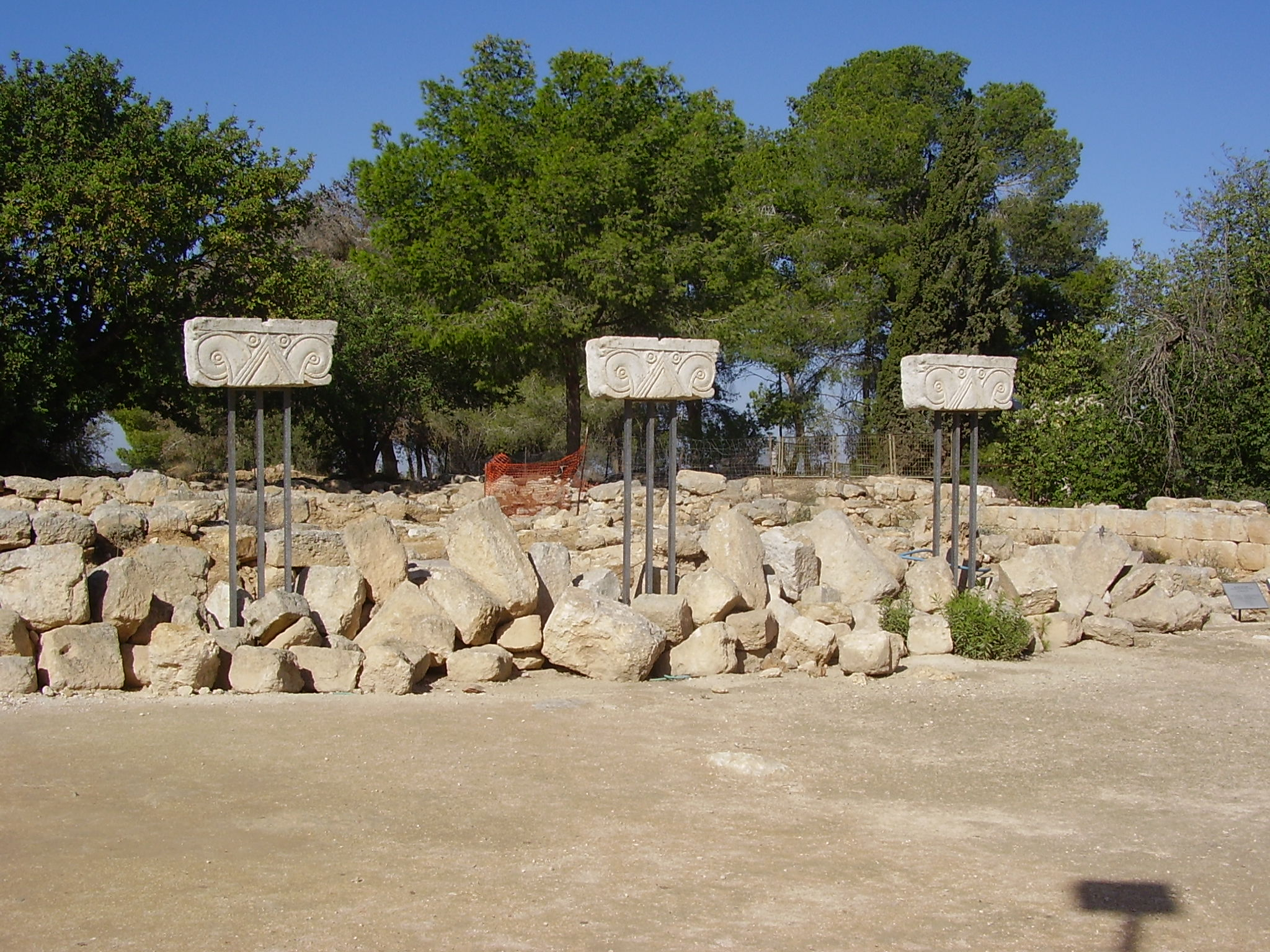
Archeologická zahrada v kibucu

První vědecký průzkum místa, známého v arabštině jako Khirbet es-Sallah, byl řízen Benjaminem Mazarem a Moše Stekelisem v letech 1930 až 1931. Během řady vykopávek v letech 1959 až 1962 Jochanan Aharoni toto místo předběžně identifikoval jako biblický Bejt ha-Kerem (Kniha Jeremjáš 6:1), jedno z míst, odkud bylo do Jeruzaléma ohněm signalizováno varování ke konci období prvního Chrámu. Jigael Jadin datoval palác odkrytý Aharonim do vlády královny Atalji a identifikoval jej jako „dům Baalův“, jenž je zmíněn ve 2. knize královské 11:18.
Jedním z mnoha důležitých artefaktů objevených v kibucu Ramat Rachel jsou otisky pečetí LMLK, nalezené na rukojetích rozbitých nádob. Archeolog Gavri'el Barkaj, který působil na zdejších vykopávkách v roce 1984 prohlásil, že starověký název tohoto místa může být MMST, jedno ze čtyř záhadných slov, které se objevují na rukojeti. Barkajovu teorii podporuje střep objevený Aharonim, který zobrazuje podobiznu krále Chizkijáše, který v této době vládl. Na místě současného kibucu však bylo nalezeno více rukojetí s písmeny HBRN (Hebron) a ZYF (Zif) než s MMST.
Archeologické práce pokračovaly v roce 2004 pod vedením archeologů z Telavivské univerzity Odedem Lipschitsem a Manfredem Oemingem. Podle Lipschitse byl palác či administrativní centrum s vodními díly „v Erec Jisra'el jedinečný.“
V červenci 2008 archeologové v Ramat Rachel objevili hrnec z prvního století tohoto letopočtu, obsahující patnáct velkých zlatých mincí. Hrnec byl nalezen pod podlahou kolumbária.

## Demografie
Podle údajů z roku 2014 tvořili naprostou většinu obyvatel v Ramat Rachel Židé (včetně statistické kategorie "ostatní", která zahrnuje nearabské obyvatele židovského původu ale bez formální příslušnosti k židovskému náboženství).
Jde o menší obec vesnického typu s dlouhodobě rostoucí populací. K 31. prosinci 2014 zde žilo 474 lidí. Během roku 2014 populace stoupla o 5,3 %.
| Rok            | 1948 | 1961 | 1972 | 1983 | 1995 | 2001 | 2003 | 2004 | 2005 | 2006 | 2007 | 2008 | 2009 | 2010 | 2011 | 2012 | 2013 | 2014 |
| -------------- | ---- | ---- | ---- | ---- | ---- | ---- | ---- | ---- | ---- | ---- | ---- | ---- | ---- | ---- | ---- | ---- | ---- | ---- |
| Počet obyvatel | 265  | 150  | 92   | 238  | 300  | 303  | 312  | 312  | 324  | 335  | 351  | 355  | 427  | 433  | 459  | 465  | 450  | 474  |